# Simon & Garfunkel
Simon & Garfunkel sono stati un popolare duo folk statunitense, costituito da Paul Simon (Newark, 13 ottobre 1941) e Arthur Garfunkel (New York, 5 novembre 1941). Dopo il loro primo grande successo (The Sound of Silence, 1964) divennero fra i più famosi artisti musicali degli anni sessanta. Alcune delle loro canzoni (The Sound of Silence, The Boxer, Mrs. Robinson, Bridge over Troubled Water) sono veri e propri classici della musica leggera. Il duo ha ricevuto innumerevoli Grammy Awards ed è citato nella Rock and Roll Hall of Fame. Sono stati inseriti al 40º posto nella lista Greatest Artists of All Time stilata dalla rivista Rolling Stone.

## Storia del duo

### Le origini
Entrambi di origine ebraica, Paul Simon e Arthur Garfunkel vivevano da bambini a pochi isolati l'uno dall'altro a Forest Hills, una zona residenziale nella periferia di New York, e frequentano la stessa scuola elementare. La loro prima esibizione in pubblico si può far risalire appunto a quell'epoca, quando in una recita scolastica interpretano rispettivamente il ruolo del Bianconiglio e dello Stregatto in Alice nel Paese delle Meraviglie di Lewis Carroll. Arrivati alla Forest Hills High School di New York, i due compagni di scuola iniziano a suonare insieme come "Tom and Jerry" (come il celebre cartone animato), con gli pseudonimi Jerry Landis (Simon) e Tom Graph (Garfunkel). Ispirandosi dichiaratamente allo stile degli Everly Brothers, nel 1957 cominciano a scrivere brani originali e incidono la loro prima canzone, Hey, Schoolgirl, per Sid Prosen dell'etichetta Big Records. Il singolo viene pubblicato sia come 45 giri che come 78 giri (il lato B era Dancin' Wild) e vendette circa 100 000 copie, raggiungendo la posizione 49 nelle classifiche di Billboard.
Con questo brano partecipano al festival American Bandstand, suonando subito dopo Great Balls of Fire di Jerry Lee Lewis.
Tom and Jerry incidono altri singoli e, nel periodo tra il 1958 e il 1964, tentano altre strade nel mondo musicale (Simon incide sotto gli pseudonimi di Jerry Landis, True Taylor, Tico & The Triumphs e Paul Kane, Garfunkel come Artie Garr), ma non riescono a ripetere il successo del primo disco. Simon si iscrive al Queens College di New York e Garfunkel alla Columbia University.
Nel 1963 Simon torna alla ribalta sulla scena folk, suonando con Bob Dylan e poi con Carole King. Sempre in quel periodo fa ascoltare a Garfunkel alcune sue canzoni folk: Sparrow, Bleecker Street e He Was My Brother.
Nel 1964 la Columbia Records pubblica il primo album di "Simon & Garfunkel", Wednesday Morning, 3 A.M., che include cinque brani originali, fra cui The Sound of Silence, in versione acustica, e i tre già menzionati. He Was My Brother viene dedicato ad Andrew Goodman, amico di entrambi e compagno di classe di Simon al Queens College; Goodman fu uno dei tre attivisti per i diritti civili assassinati nella Contea di Neshoba il 21 giugno 1964.

### Prima separazione
Poco dopo l'incisione del loro primo album, che all'inizio si rivela un flop commerciale, il duo si divide nuovamente. Simon si trasferisce in Inghilterra, dove nel maggio 1965 registra il suo album solista The Paul Simon Songbook. L'album è stato ritirato dal mercato nel 1979 su richiesta di Simon, per essere poi ripubblicato nel 2004 su CD, con l'aggiunta di tracce bonus.
Nell'estate del 1965, alle stazioni radio attorno a Cocoa Beach e Gainesville (Florida) cominciano a pervenire richieste per The Sound of Silence. Il brano inizia poi a essere trasmesso per radio anche a Boston. Mentre Simon è ancora in Inghilterra, Tom Wilson, produttore del disco, decide di modificare la registrazione originale del brano aggiungendovi chitarra elettrica e batteria (ispirandosi ai primi lavori dei Byrds) e lo ripubblica come singolo (con We've Got a Groovy Thing Goin come lato B). The Sound of Silence diviene così uno dei primi esempi di folk rock, posizionandosi nei primi quaranta posti delle classifiche di vendita americane e salendo poi fino al primo posto a dicembre dello stesso anno.

### Il ritorno del duo

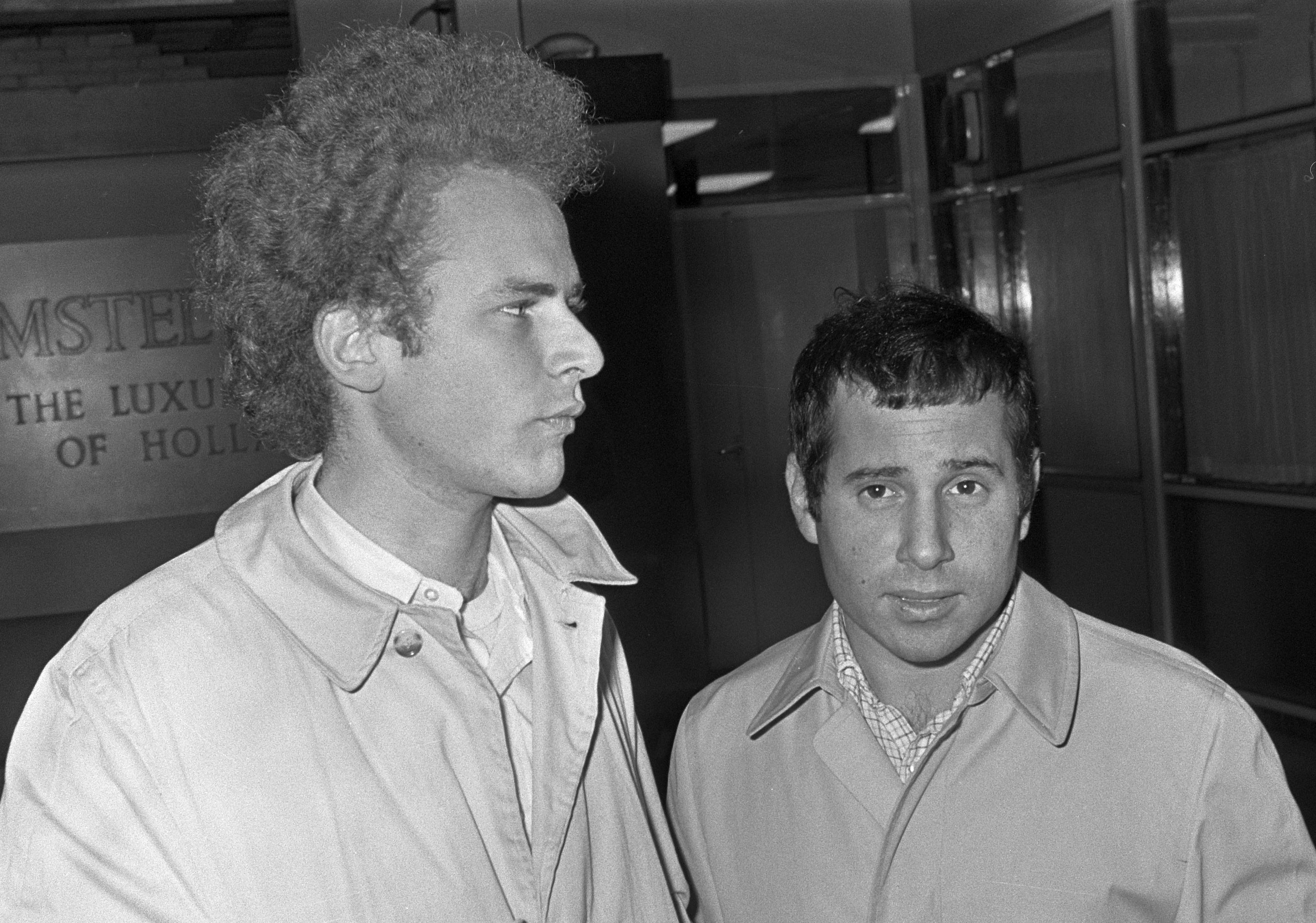
Simon & Garfunkel all'aeroporto di Schiphol nel 1966.

Sulla scorta dell'inaspettato successo di The Sound of Silence, Simon torna negli Stati Uniti e il duo si ricompone. La nuova collaborazione dà vita a una sequenza di celebri album. I testi di Simon, profondi e immaginifici, sono spesso alleggeriti da una costante vena ironica.
Il 17 gennaio 1966 Simon & Garfunkel pubblicano l'album Sounds of Silence, che raggiunge la posizione 21 nelle classifiche; anche Wednesday Morning, 3 A.M. viene ristampato e questa volta raggiunge la posizione 30. Sounds of Silence include anche alcuni brani tratti da The Paul Simon Song Book, rielaborati con strumenti elettrici: I Am A Rock, Leaves That Are Green, April Come She Will e Kathy's Song.
Il duo compone altri singoli di successo, fra cui Scarborough Fair (basato su una ballata tradizionale inglese arricchita con una contromelodia originale e con un testo antimilitarista) e Homeward Bound (brano autobiografico sulla vita di Simon in tour in Inghilterra nel 1965).
Altri brani di The Paul Simon Song Book verranno poi inclusi nell'album del 1966 Parsley, Sage, Rosemary and Thyme.
Nel 1967, Simon e Garfunkel partecipano, in giugno, al Monterey Pop Festival e scrivono la colonna sonora del film Il laureato di Mike Nichols, con la quale Simon vince il Grammy per la migliore colonna sonora originale.
Nel marzo 1968 viene pubblicato Bookends, anch'esso subito in testa alla top ten. I testi di questo album affrontano per la prima volta temi complessi quali la vecchiaia e la perdita. Vi si trovano, tra le altre, ancora Mrs. Robinson (che questa volta salta al primo posto in classifica come singolo nella Billboard Hot 100 per tre settimane e vince il Grammy nel 1969) e la celebre America (di cui anche gli Yes hanno proposto una famosa cover).

### Seconda separazione

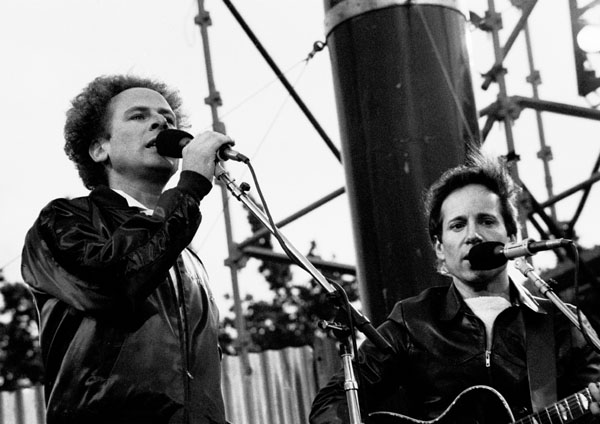
Simon & Garfunkel in concerto.

Nel 1969, Garfunkel aveva iniziato a lavorare come attore. Simon incomincia a sentirsi frustrato dai troppi impegni di Garfunkel (e dalla scelta di questi di non pubblicare Cuba sì, Nixon no) e il rapporto fra i due finisce per deteriorarsi. Gli ultimi concerti del tour del 1969 includono le celebri performance alla Miami University di Oxford (Ohio, 11 novembre) e a Carbondale (Illinois), di cui si ritiene esistano numerose registrazioni bootleg. Filmati di questi concerti furono mostrati nel controverso speciale televisivo Songs of America, che gli sponsor TV rifiutarono di sostenere a causa delle posizioni fortemente contrarie alla guerra nel Vietnam prese da Simon e Garfunkel.
L'album finale del duo, Bridge over Troubled Water, viene pubblicato il 26 gennaio 1970. Il singolo con la title track arriva primo nella Billboard Hot 100 per sei settimane diventando uno dei 45 giri più venduti di tutto il decennio. Nell'album sono inclusi brani come The Boxer e El cóndor pasa. Sia l'album che il singolo omonimo ricevono nel 1971 un ricco bottino di Grammy (per il miglior album, miglior singolo, disco meglio prodotto, migliore canzone contemporanea, migliore arrangiamento e così via).
Il duo si scioglie quindi nuovamente, e la casa discografica fa uscire la compilation Greatest Hits, che nel 1972 registra un enorme successo commerciale. Simon prosegue con una carriera solista di grande successo, grazie ad album come There Goes Rhymin' Simon (1973), Still Crazy After All These Years (1975), Hearts and Bones (1983) e Graceland (1986). Garfunkel prosegue sia come musicista che come attore. Il suo album più apprezzato dalla critica è stato Watermark (1978).

### Dopo lo scioglimento

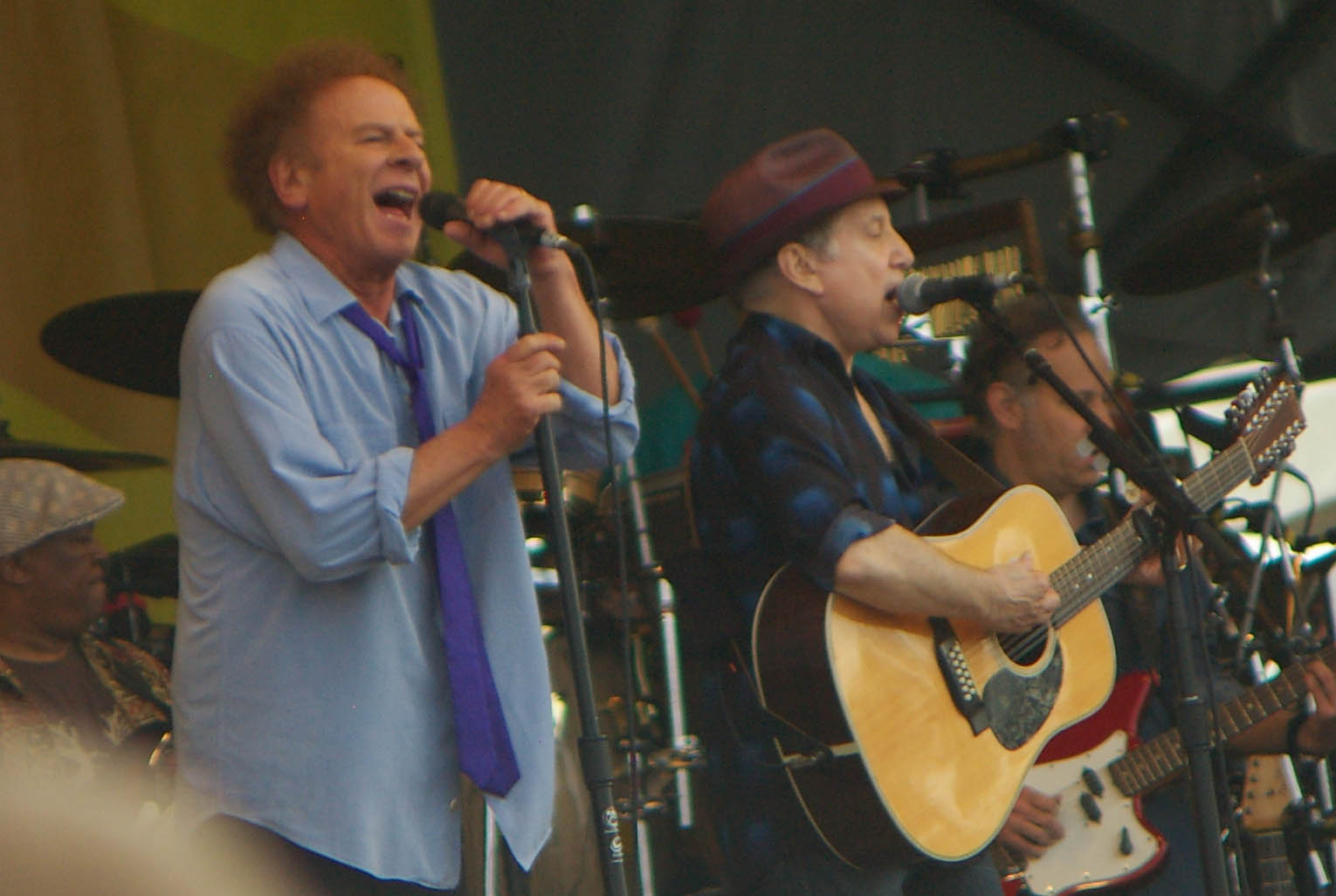
Il duo durante la loro più recente reunion, al Jazz Festival 2010 di New Orleans.

Pur non essendosi mai ufficialmente ricostituiti come duo, Simon e Garfunkel si sono talvolta esibiti insieme in concerto. Il primo episodio fu il concerto al Madison Square Garden (1972) a favore del candidato alla presidenza George McGovern. Il 18 ottobre 1975 il duo apparve nella trasmissione della NBC Saturday Night Live, suonando The Boxer e Scarborough Fair. In quella stagione pubblicarono assieme anche un singolo, My Little Town, che come prevedibile entrò nelle top ten (il brano fu poi pubblicato nella discografia solista di entrambi).
Altro episodio celebre fu il maestoso concerto in Central Park (19 settembre 1981), a cui assistettero 400.000 persone circa, e da cui fu ricavato quello che è probabilmente l'album più noto del duo, The Concert in Central Park, che fu pubblicato su CD, VHS, LD e DVD. In seguito al grande successo di questo lavoro, Simon e Garfunkel si esibirono ancora dal vivo in un tour mondiale nel 1982 (Europa e Giappone) e 1983 (Stati Uniti e Canada). Il duo provò anche a realizzare un nuovo album insieme, ma alla fine Simon decise di cancellare la voce di Garfunkel dai brani e pubblicò il materiale sull'album solista Hearts and Bones. Nel 1990 i due suonarono ancora insieme alla cerimonia per la loro iscrizione nella Rock and Roll Hall of Fame. Nel 1993 tennero 21 concerti a New York. Nello stesso anno tennero anche alcuni concerti per beneficenza, come il Bridge School Concerts.
Nel 2002, la Columbia pubblicò un live inedito di Simon & Garfunkel, col titolo Live from New York City, 1967, registrato alla Philharmonic Hall il 22 gennaio 1967. L'anno successivo, il duo si riunì ancora per suonare The Sound of Silence all'apertura della cerimonia dei Grammy Awards, dopo aver ricevuto il Grammy Lifetime Achievement Award (il premio Grammy alla carriera). Nel 2003, Simon e Garfunkel iniziarono un altro tour degli Stati Uniti (con un appuntamento anche a Toronto), con il titolo Old Friends. Al tour parteciparono come ospiti anche gli Everly Brothers. Il successo di Old Friends portò il duo a replicare con un altro tour nel 2004, conclusosi al Telecomcerto in via dei Fori Imperiali a Roma. L'ultima esibizione del duo risale al New Orleans Jazz & Heritage Festival nel 2010.

### Anni 2010
Cantare i loro cavalli di battaglia al festival del 2010 New Orleans Jazz and Heritage fu difficile per Garfunkel, che aveva problemi di voce: "Io ero terribile, matto e nervoso. Contavo su Paul Simon e sull'affetto del pubblico", disse a Rolling Stone parecchi anni dopo. A Garfunkel fu diagnosticata una paresi alle corde vocali e i tour successivi, già programmati, furono cancellati. Il suo manager, John Scher, informò la troupe di Simon che Garfunkel sarebbe stato pronto entro un anno, cosa che non accadde, danneggiando i rapporti fra i due. Simon continuava a pubblicizzare la sua volontà di vedere Garfunkel ed elogiava la sua "angelica" voce. Garfunkel riguadagnò la sua forza vocale nel corso dei due anni successivi, partecipando a spettacoli in un teatro di Harlem e in esibizioni underground.
Nel 2014, Garfunkel disse a Rolling Stone di ritenere che lui e Simon avrebbero nuovamente partecipato insieme a dei tour ma aggiunse "Io so che il pubblico di tutto il mondo ama Simon e Garfunkel e io sono con loro. Ma non credo che lo sia Paul Simon". Interrogato su un ricongiungimento nel 2016, Simon disse: "Onestamente, noi non andiamo d'accordo. Perciò [cantare insieme] non è come fare una cosa divertente. Se fosse divertente, io avrei detto OK, qualche volta usciremo e canteremo vecchie canzoni in armonia. Ciò va bene. Ma se non si tratta di divertimento, sapete, e state per trovarvi in una situazione di tensione, bene, io ho un mucchio di ambienti musicali dove amo cantare. Così ciò non accadrà mai più. Questo è tutto". Nel febbraio del 2018, Simon annunciò il suo ritiro dai tour.

## Formazione
- Paul Simon - voce, chitarra (1957-1970)
- Art Garfunkel - voce (1957-1970)

## Discografia

### Album in studio
- 1964 - Wednesday Morning, 3 A.M.
- 1966 - Sounds of Silence
- 1966 - Parsley, Sage, Rosemary and Thyme
- 1968 - Bookends
- 1970 - Bridge over Troubled Water

### Live
- 1982 - The Concert in Central Park
- 2002 - Live from New York City, 1967
- 2004 - Old Friends: Live on Stage
- 2008 - Live 1969

### Raccolte
- 1972 - Simon and Garfunkel's Greatest Hits
- Collected Works
- 1981 - The Simon and Garfunkel Collection
- 20 Greatest Hits
- The Definitive Simon and Garfunkel
- 1997 - Old Friends
- 1999 - The Best of Simon and Garfunkel
- Two Can Dream Alone
- 2001 - The Columbia Studio Recordings 1964-1970
- Tom & Jerry
- The Collection
- 2004 - The Essential Simon and Garfunkel
- Before the Fame
- Tales from New York
- Paul Simon & Art Garfunkel
- The Collection: Simon & Garfunkel
- America: The Simon and Garfunkel Collection

### Colonne sonore
- 1968 - The Graduate (Il laureato)

## Premi e riconoscimenti
Grammy Awards
- 1969 - "registrazione dell'anno" (Mrs. Robinson)
- 1969 - "miglior interpretazione pop contemporaneo di duo o gruppo vocale" (Mrs. Robinson)
- 1969 - "miglior canzone originale scritta per un film o uno speciale televisivo" (Mrs. Robinson per Il laureato)
- 1971 - "album dell'anno" (Bridge over Troubled Water)
- 1971 - "registrazione dell'anno" (Bridge over Troubled Water)
- 1971 - "canzone dell'anno" (Bridge over Troubled Water)
- 1971 - "miglior canzone contemporanea" (Bridge over Troubled Water)
- 1971 - "miglior arrangiamento strumentale con voci" (Bridge over Troubled Water)
- 1971 - "miglior ingegneria di registrazione" (Bridge over Troubled Water)
- 2003 - Grammy Award alla carriera

BRIT Awards
- 1978 - "miglior album internazionale degli ultimi 25 anni" (Bridge over Troubled Water)

Rock and Roll Hall of Fame
- Inseriti nel 1990